# سام شتاينبرغ
سام شتاينبرغ هو خبير مالي كندي، ولد في 25 ديسمبر 1905 في المجر، وتوفي في 24 مايو 1978 في مونتريال في كندا.